# Rajd Szwecji 1971
Rajd Szwecji 1971 (22. International Swedish Rally) – rajd samochodowy rozgrywany w Szwecji od 17 do 21 lutego 1971 roku. Była to druga runda Międzynarodowych Mistrzostw Producentów w roku 1971. Rajd został rozegrany na śniegu i lodzie.

## Wyniki końcowe rajdu[1]
| Msc. | Kierowca           | Pilot            | Samochód                   | Czas    | Strata |
| ---- | ------------------ | ---------------- | -------------------------- | ------- | ------ |
| 1.   | Stig Blomqvist     | Arne Hertz       | Saab 96 V4                 | 8:35:29 | -      |
| 2.   | Lars Nyström       | Conny Nyström    | BMW 2002 Ti                | 8:40:42 | +5:13  |
| 3.   | Harry Källström    | Gunnar Häggbom   | Lancia Fulvia 1.6 Coupé HF | 8:41:36 | +6:07  |
| 4.   | Björn Waldegård    | Lars Helmér      | Porsche 911 S              | 8:42:15 | +6:46  |
| 5.   | Ove Eriksson       | Börje Österberg  | Opel Kadett Rallye         | 8:45:12 | +9:43  |
| 6.   | Åke Andersson      | Bo Thorszelius   | Porsche 911 S              | 8:46:03 | +10:34 |
| 7.   | Anders Kulläng     | Donald Karlsson  | Opel Kadett Rallye         | 8:48:19 | +12:50 |
| 8.   | Anders Gullberg    | Leif Wåhlin      | BMW 2002 Ti                | 8:48:43 | +13:14 |
| 9.   | Lillebror Nasenius | Björn Cederberg  | Opel Kadett Rallye         | 8:50:19 | +14:50 |
| 10.  | Tom Trana          | Sölve Andreasson | Saab 96 V4                 | 8:51:31 | +16:02 |